# Dejan Malinović
Dejan Malinović, né le 12 avril 1992 à Banja Luka, est un joueur de handball bosnien évoluant au poste d'arrière droit au club roumain du HC Dobrogea Sud Constanța et en équipe nationale de Bosnie-Herzégovine.

## Palmarès
- 20e place au Championnat du monde 2015 ( Qatar)